# Irische Davis-Cup-Mannschaft
Die irische Davis-Cup-Mannschaft ist die Herren-Tennisnationalmannschaft Irlands.

## Geschichte
Seit 1923 nimmt Irland am Davis Cup teil. Nur einmal war die Mannschaft im Jahr 1983 Teil der Weltgruppe, schied aber schon in der ersten Runde aus. Erfolgreichster Spieler und gleichzeitig Rekordspieler ist Owen Casey mit insgesamt 33 Siegen bei 26 Teilnahmen.